# Neft Daşları

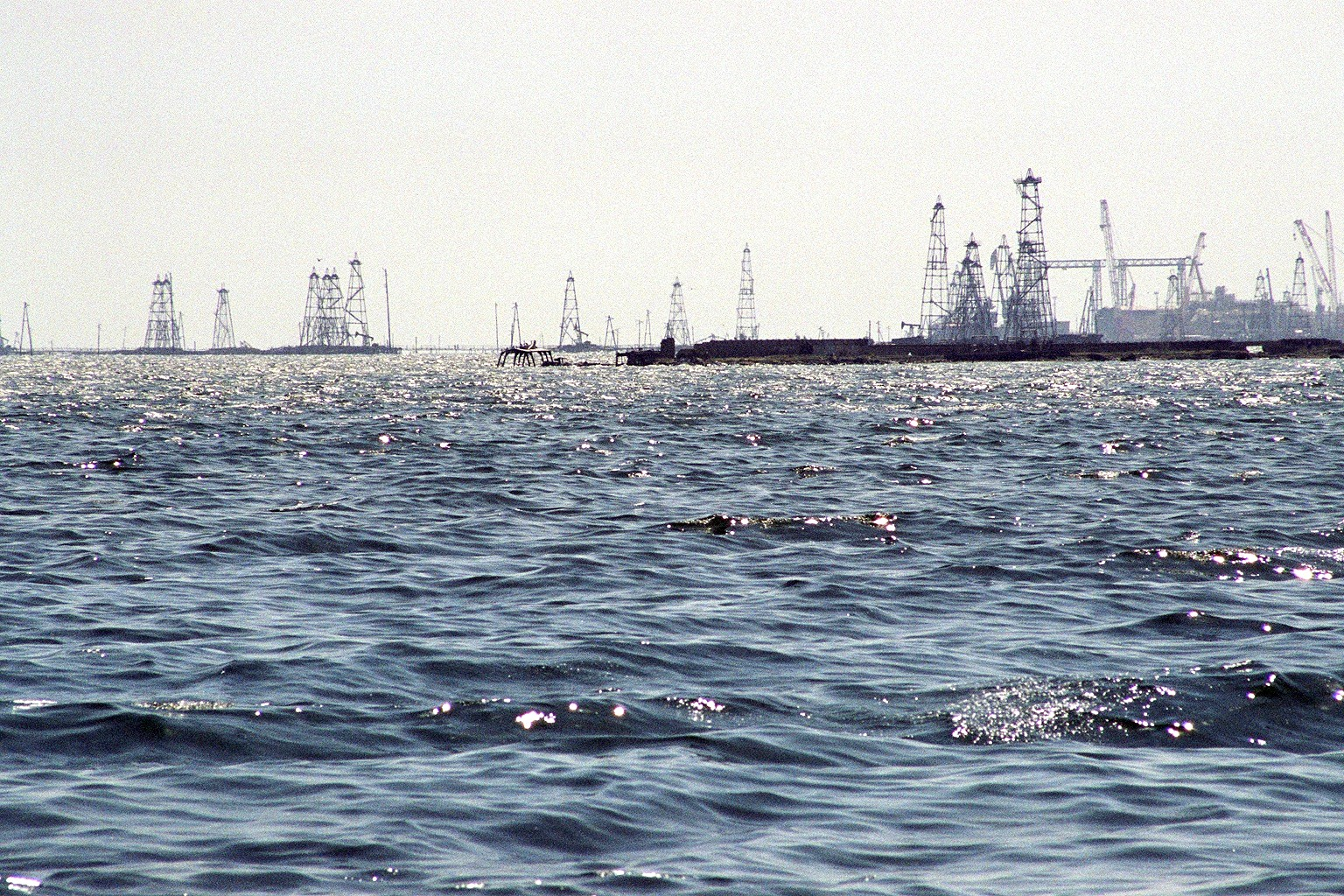
Neft Daşları

Neft Daşları (dosł. kamienie naftowe) – osiedle w Azerbejdżanie usytuowane na Morzu Kaspijskim, około 34 km od brzegów Półwyspu Apszerońskiego i 100 km od azerskiej stolicy Baku. Zostało wybudowane w celu eksploatacji ropy naftowej z dna morza w 1949 roku na metalowych rusztowaniach. Na jego terenie znajduje się obecnie m.in. meczet i boisko sportowe.
Pierwsze badania geologiczne na dużą skalę tego terenu przeprowadzono w latach 1945-1948. Pierwsza platforma wiertnicza stanęła tu w 1949 roku, stając się zarazem pierwszą na świecie platformę wiertniczą na morzu.
W 1951 roku obiekt wyposażony we wszelką niezbędną infrastrukturę, m.in. połączone platformy wiertnicze, zbiorniki na olej, doki z urządzeniami do przepompowywania ropy na statki, gotowy był do produkcji i rozpoczęła się eksploatacja.
W roku 1960 teren osady wynosił ok. 7 ha, a długość stalowych estakad składających się na niego liczyła powyżej 200 km.
Obecnie Neft Daşları liczy około 5000 mieszkańców, którzy pracują na tygodniowe zmiany. Obejmuje także ponad 300 km dróg wybudowanych na palach.
W ciągu 60 lat eksploatacji miejscowych pól naftowych pozyskano z nich ponad 170 mln ton ropy i 15 mld m³ gazu ziemnego.
Osiedle Neft Daşları pojawia się w jednej ze scen filmu o przygodach Jamesa Bonda - Świat to za mało (1999).